# 피에르 자코모 피소니
피에르 자코모 피소니(이탈리아어: Pier Giacomo Pisoni, (1928년 7월 8일 - 1991년 2월 8일)는 이탈리아의 역사학자, 고문서학자 그리고 기록보관자이다.
이탈리아 루이노 근교의 제르미냐가(Germignaga)에서 태어났으며 특히 마조레 호수의 중세와 근대 지역 역사 연구에 몰두하였다. 그는 유실된 것으로 단념되었던 페트라카의 친구 굴리엘모 마라마우로(Guglielmo Maramauro)에 쓰여진 신곡(神曲) "인페르노(지옥편)"에 대한 14세기 논평을 재발견하여 간행하였다.("Expositione sopra l'Inferno di Dante Alligieri"-단테 알리기에리 지옥의 박람회).
보로메오 왕자들의 기록 관리사인 그는 몇몇의 지역 비문, 문서, 필사본, 공동법령, 문자, 고대 회계장부("Vitaliani Bonromei의 테이블의 책"출판)들을 번역하여 간행했다. 그는 고대의 유명한 이야기들을 수집했으며, 롬바르디아의 역사에 관한 논문과 책 그리고 15세기 초에 칸네로(Cannero)성에 정착하여 마조레호 전체를 위협했던 다섯 해적들인 마차디 형제의 스릴있고 기이한 이야기(Malpaga의 형제들)와 같은 역사상의 가족들이나 예술적인 건축물에 대한 전공논문들을 발간했다.